# Lisa Hagmeister

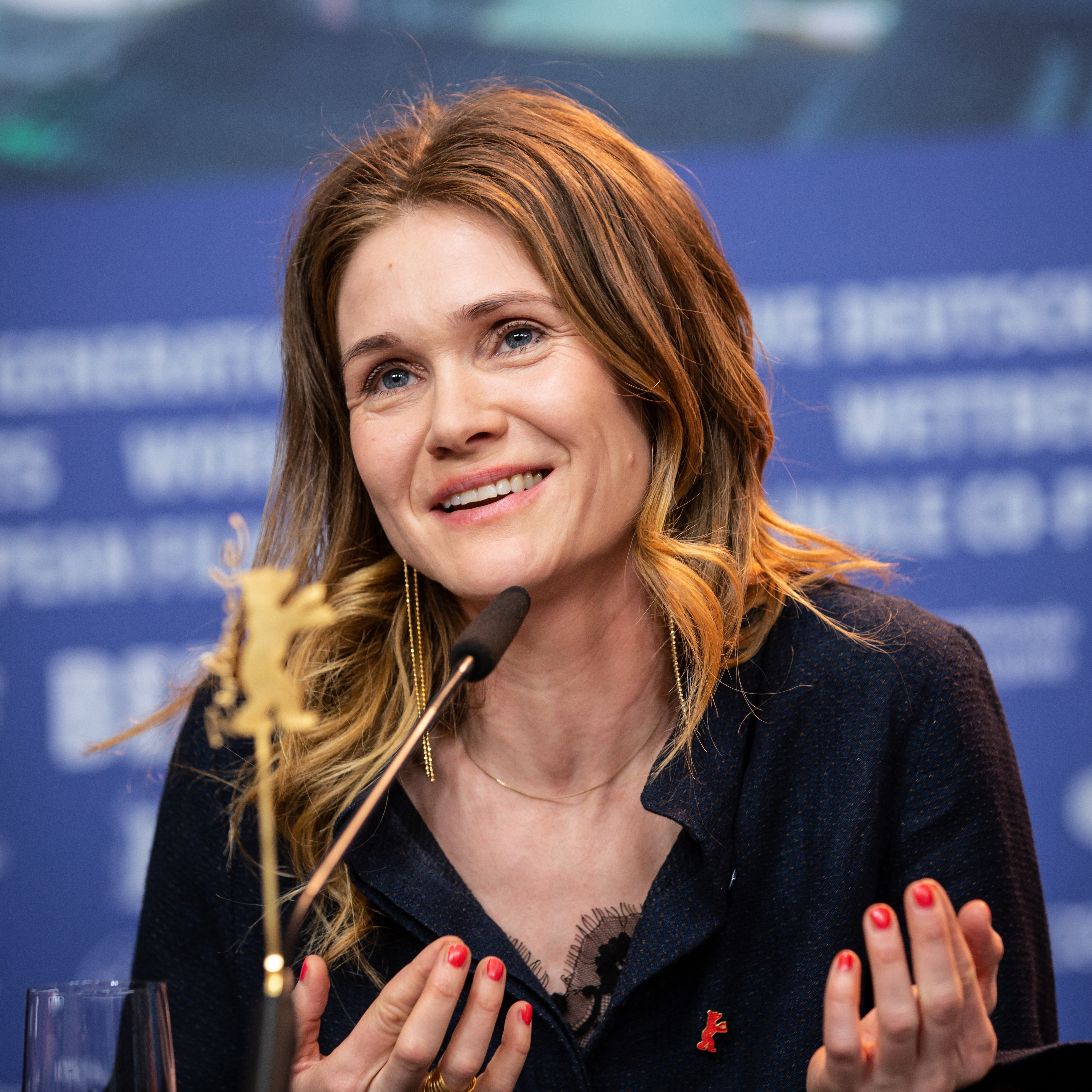
Lisa Hagmeister auf der Berlinale 2019

Lisa Hagmeister (* 1979 in West-Berlin) ist eine deutsche Schauspielerin.

## Leben
Lisa Hagmeister wuchs in West-Berlin auf und machte 1998 das Abitur. Von 1999 bis 2003 studierte sie Schauspiel an der Hochschule für Schauspielkunst „Ernst Busch“ Berlin, deren Aufnahmeprüfung sie auf Anhieb bestanden hatte. Ihr erstes Theaterengagement führte sie von 2003 bis 2006 ans Düsseldorfer Schauspielhaus. Sie wurde 2003 und 2004 in der Kritikerumfrage der Welt am Sonntag zur besten Nachwuchsschauspielerin in Nordrhein-Westfalen gewählt und erhielt den Förderpreis des Landes Nordrhein-Westfalen für junge Künstlerinnen und Künstler 2004. Seit der Spielzeit 2006/2007 ist sie festes Ensemblemitglied des Hamburger Thalia Theaters. 2008 wurde sie mit dem Boy-Gobert-Preis für Nachwuchsschauspieler an Hamburger Bühnen ausgezeichnet, 2018 mit dem Theaterpreis Hamburg – Rolf Mares für ihre Rolle der Selma in Dancer in the Dark.
Lisa Hagmeister ist ebenfalls für Film und Fernsehen tätig. Für ihre Hauptrolle in der Tatort-Folge Der frühe Abschied, in der sie unter der Regie von Lars Kraume eine junge Mutter darstellte, deren Baby ums Leben kommt, erhielt sie den Sonderpreis für herausragende Einzelleistungen beim Deutschen Fernsehkrimipreis 2008.
Seit 2011 ist Hagmeister Sängerin der Punkband N.R.F.B.
2020 erhielt sie für ihre Nebenrolle als überforderte Mutter Bianca in Nora Fingscheidts Spielfilm Systemsprenger (2019) eine Nominierung für den Deutschen Filmpreis zuerkannt.

## Filmografie
- 2007: Unter anderen Umständen: Bis dass der Tod euch scheidet (Fernsehreihe)
- 2008: Tatort: Der frühe Abschied (Fernsehreihe)
- 2008: Meine fremde Tochter (Fernsehfilm)
- 2009: Bella Block: Das Schweigen der Kommissarin (Fernsehreihe)
- 2009: Der verlorene Sohn (Fernsehfilm)
- 2010: Der Kriminalist (Fernsehserie, Folge Das Vogelmädchen)
- 2010: Die kommenden Tage
- 2013: Meine Schwestern
- 2013: Tatort: Borowski und der brennende Mann
- 2014: Männertreu (Fernsehfilm)
- 2015: Tatort: Blutschuld
- 2015: Komm schon! (Fernsehserie)
- 2015: Ein starkes Team: Beste Freunde (Fernsehreihe)
- 2016: Tatort: Wendehammer
- 2017: Polizeiruf 110: In Flammen (Fernsehreihe)
- 2018: Alles ist gut
- 2018: Am Ende ist man tot
- 2018: Counterpart (Fernsehserie, 2 Folgen)
- 2019: Systemsprenger
- 2019: Bis die Welt einen Rand bekommt
- 2019: Im Niemandsland
- 2019: Zeit der Geheimnisse (Miniserie)
- 2020: Isi & Ossi
- 2020: Großstadtrevier (Fernsehserie, Folge: Blinde Zeugin)
- 2021: Kranitz – Bei Trennung Geld zurück (Fernsehserie, Folge: Tini & Jochen – Er weint viel)
- 2022: Tatort: Die Blicke der Anderen
- 2022: Die Discounter
- 2022: Geheimkommando Familie
- 2024: Zeit Verbrechen (Miniserie, Folge Dezember)
- 2025: Amrum

## Theater
- 2001 bis 2002: Deutsches Theater Berlin
  - Das Sparschwein (Regie: Patrick Schlösser)
- 2002 bis 2006: Schauspielhaus Düsseldorf
  - Feuergesicht (Regie: Florian Fiedler)
  - Die Präsidentinnen (Regie: Thomas Bischoff)
  - Die Jungfrau von Orléans (Regie: Patrick Schlösser)
- 2010: Deutsches Theater Berlin
  - Kabale und Liebe (Regie: Stephan Kimmig)
- seit 2006: Thalia Theater Hamburg
  - Urfaust (Regie: Andreas Kriegenburg)
  - Onkel Wanja (Regie: Andreas Kriegenburg)
  - Das letzte Feuer (Regie: Andreas Kriegenburg)
  - Die Glasmenagerie (Regie: Annette Pullen)
  - Nachtblind (Regie: Jette Steckel)
  - Die Welt ist groß und Rettung lauert überall (Regie: Jette Steckel)
  - Axolotl Roadkill (Regie: Bastian Kraft)
  - Drei Schwestern (Regie: Christiane Pohle)
  - Don Carlos (Regie: Jette Steckel)
  - Der nackte Wahnsinn (Regie: Luk Perceval)
  - Dantons Tod (Regie: Jette Steckel)
  - Merlin oder das wüste Land (Regie: Antú Romero Nunes)
  - Die Ratten (Regie: Jette Steckel)
  - Die Räuber (Regie: Nicolas Stemann)
  - Tonight: Fraktus (Regie: Studio Braun)
  - Der Ring: Rheingold/Walküre (Regie: Antú Romero Nunes)
  - Mutter Courage und ihre Kinder (Regie: Philipp Becker)

## Diskografie
- 2011: N.R.F.B – Nuclear Raped Fuck Bomb (MCD und 12")
- 2013: N.R.F.B – Trüffelbürste (CD und LP, Major Label)